# Stefano Saviozzi
Stefano Saviozzi (né le 4 mars 1975 à Pise, en Italie) est un joueur italien de rugby à XV.

## Biographie
Stefano Saviozzi évolue au poste de pilier, talonneur et même de troisième ligne aile, il mesure 1,85 m pour 100 kg. 
Il débute à Livourne avant d'être transféré au Benetton Rugby Trévise.
Il a honoré sa première cape internationale le 18 avril 1998 à Krasnoïarsk avec l'équipe d'Italie pour une victoire 48-18 contre la Russie dans le cadre de la qualification pour la Coupe du monde de rugby 1999.
Après le Benetton Rugby Trévise, il évolue sous les couleurs de Parme, Leonessa, Viadana et enfin San Marco (de Mogliano Veneto)

## Équipe nationale
(à jour au 31.07.2006)
- 14 sélections.
- 3 essais
- 15 points
- Sélections par année : 3 en 1998, 8 en 1999, 1 en 2000, 2 en 2002.
- Tournoi des Six Nations disputé: aucun.
- Coupe du monde de rugby disputée : 1999 (2 matchs, 2 comme titulaire)

## Palmarès en club
- Champion d'Italie : 1999, 2001

## Clubs successifs
- Rugby Livorno  Italie 1994-1996
- Benetton Trévise  Italie 1996-2001
- Overmarch Parme  Italie 2001-2003
- Rugby Leonessa  Italie 2003-2004
- Arix Viadana  Italie 2004-2005
- Mogliano Rugby SSD  Italie 2005-2011